# クランペット

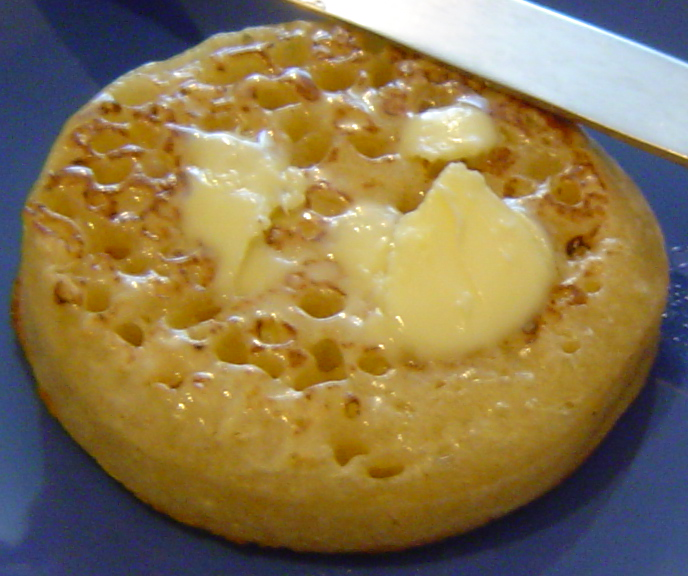
バターを塗ったクランペット

クランペット（英: crumpet  発音）とは、小麦粉と酵母で作る塩味のまたは甘い軽食パンである。クランペットは主にイギリスおよびイギリス連邦諸国で食される。

## 語源
クランペットはアングロ・サクソン人が発明した。初期のクランペットは、ヴィクトリア朝の酵母を使う柔らかいスポンジ状のクランペットと異なり、鉄板で調理した堅いパンケーキであった。ミッドランド地方およびロンドンのクランペット製造業者は、酵母生地に追加のベーキングパウダーを加えることにより、特徴的な穴を作った。クランペットという言葉自体は巻いたケーキを示し、また、ブルターニュ半島の「薄く平面のケーキ」を意味する krampoez 、およびウェールズのパンケーキの種類、Crempogまたは crempot　と関連したケルト人起源かもしれない。しかしながら、多くの英単語は他の言語と共通の継承を持つため、「曲がっている」を意味する類似したドイツ語の krumm（中高ドイツ語の krump、krum より）と語源が同じかもしれない。

## イングランドのクランペット
クランペットは通常丸い形だが、長方形の種類も存在する。独特の平たい表面に小さな気孔があり、弾力がある少し柔らかい歯ごたえで、浸透性が高い。クランペット自体に風味はなく、一般に温めてトッピング（通常バター）をのせて食される。他の一般的な添え物には蜂蜜、ポーチドエッグ、ジャム、マーマイト、塩、マーマレード、ピーナッツバター、チーズスプレッド、ゴールデンシロップ、レモンカード、メープルシロップ、およびベジマイトがある。オーストラリアおよびニュージーランドでは、通常のトースターで焼けるようにした正方形のクランペットがスーパーマーケットで販売されている。
パイクレット（Pikelet）はクランペットに似ているが、より薄く、穴がなく形状も様々である。しかしながら、 pikelet の意味は地域で異なる：イギリスの（例えばミッドランド地域）ウォルヴァーハンプトン付近では、伝統的に穴の無いクランペット、マフィン、または他のティーケーキを示す。イギリスの他の地域、オーストラリアおよびニュージーランドでは、スコットランド風パンケーキを示す。

## スコットランドのクランペット

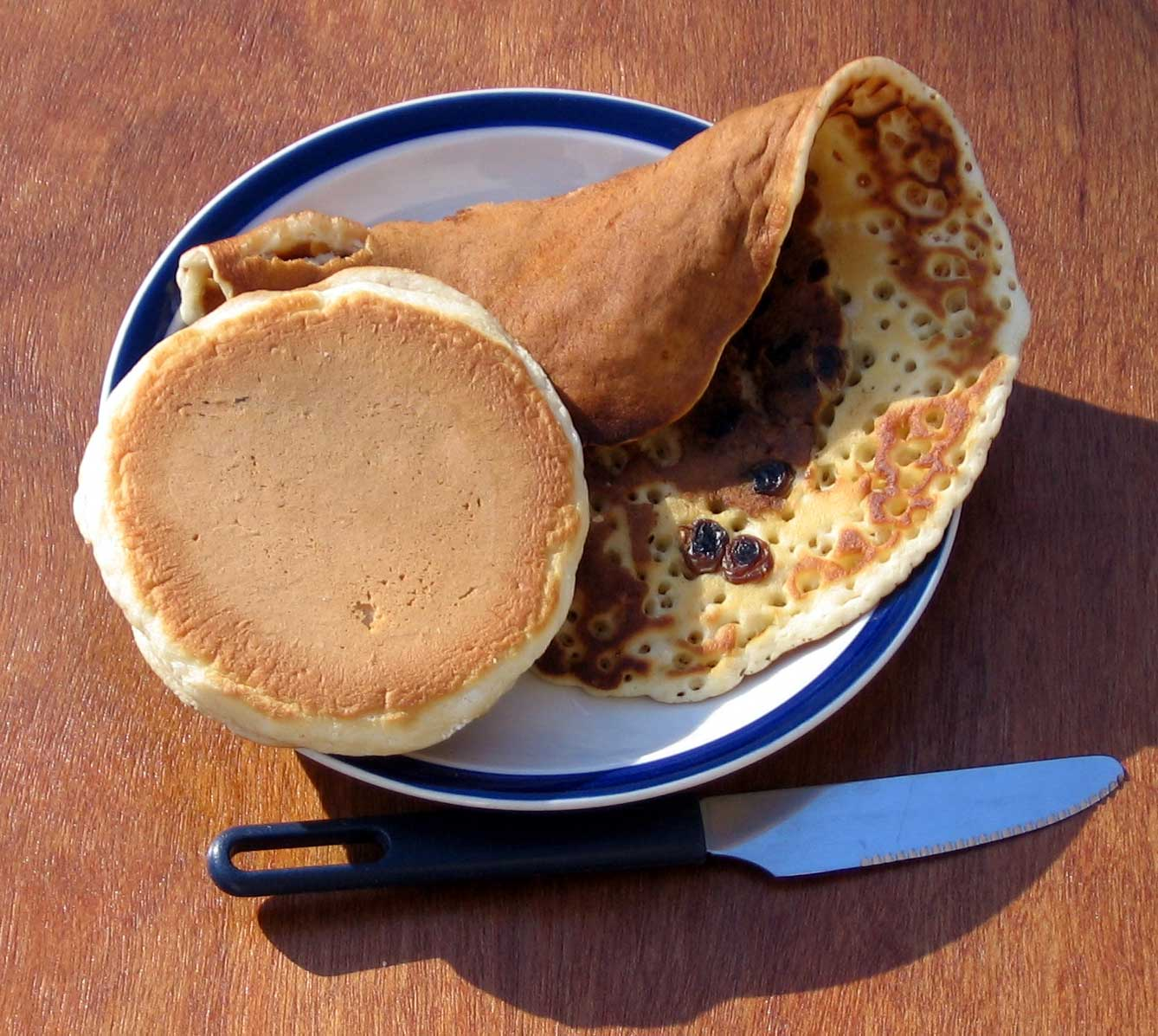
スコットランドのパンケーキの後の、折り曲げたスコットランドのフルーツクランペット

スコットランドのクランペットは、スコットランド風パンケーキと同じ材料で作り、直径が約180ミリ（7インチ）で厚さ8ミリ（0.3インチ）である。そのまま、またはフルーツクランペットはレーズンと共に焼き、食前に再加熱はしない。添え物は、ジャム、ベジマイト、マーマイトである。膨張剤として、通常ベーキングパウダーおよび様々な割合の卵、小麦粉、牛乳を混ぜてゆるい（水分の多い）生地を作る。パンケーキと異なり、片面のみ茶色になるまで焼く。これにより鉄板で焼いた濃い側は滑らかで、薄い側には調理中にできた表面の気泡の穴ができる。これがイングランドのクランペットと僅かな類似となる。
これはスコットランドのパン屋、喫茶、カフェの通常のクランペットであるが、スコットランドのクランペットに加え、イギリスのクランペットもスーパーマーケットで販売されている。

## Citoi Pitha
Citoi Pithaは、ベンガルが発祥の塩味のクランペットである。このクランペットの形状は、製法の相違により、イギリスで食されるものと異なる。